# Milejewo (gromada)
Milejewo – dawna gromada, czyli najmniejsza jednostka podziału terytorialnego Polskiej Rzeczypospolitej Ludowej w latach 1954–1972.
Gromady, z gromadzkimi radami narodowymi (GRN) jako organami władzy najniższego stopnia na wsi, funkcjonowały od reformy reorganizującej administrację wiejską przeprowadzonej jesienią 1954 do momentu ich zniesienia z dniem 1 stycznia 1973, tym samym wypierając organizację gminną w latach 1954–1972.
Gromadę Milejewo z siedzibą GRN w Milejewie utworzono – jako jedną z 8759 gromad na obszarze Polski – w powiecie elbląskim w woj. gdańskim na mocy uchwały nr 15/III/54 WRN w Gdańsku z dnia 5 października 1954. W skład jednostki weszły obszary dotychczasowych gromad Milejewo, Dąbrowa, Majewo, Ogrodniki, Piastowo i Zajączkowo ze zniesionej gminy Milejewo oraz obszar dotychczasowej gromady Jagodnik ze zniesionej gminy Łęcze w tymże powiecie, a także część obrębu kat. Roszewo, stanowiąca parcele Nr Nr 32–41, 74/43 i 79/45 o powierzchni 7,86 ha, z miasta na prawach powiatu Elbląga. Dla gromady ustalono 17 członków gromadzkiej rady narodowej.
1 stycznia 1958 do gromady Milejewo włączono kolonię Kamiennik Wielki z gromady Pomorska Wieś w tymże powiecie.
1 stycznia 1972 do gromady Milejewo włączono miejscowości Dębie, Kamiennik Wielki, Pomorska Wieś, Wilkowo i Zalesie ze zniesionej gromady Pomorska Wieś w tymże powiecie.
Gromada przetrwała do końca 1972 roku, czyli do kolejnej reformy gminnej. 1 stycznia 1973 w powiecie elbląskim w woj. gdańskim reaktywowano zniesioną w 1954 roku gminę Milejewo (od 1999 w woj. warmińsko-mazurskim).